# Henry Miller
Henry Valentine Miller, ameriški pisatelj in slikar, * 26. december 1891, Manhattan, New York, zvezna država New York, ZDA, † 7. junij 1980, Pacific Palisades, Kalifornija, ZDA. 
Miller je znan predvsem po tem, da je ustvaril novo vrsto romana, ki je mešanica avtobiografije, socialne angažiranosti, filozofske refleksije, nadrealizma in misticizma. Pri taki vrsti romana se dogodki iz avtorjevega resničnega življenja praviloma prepletajo z domišljijskimi konstrukti. Njegovi najbolj značilni romani te vrste so Rakov povratnik (Tropic of Cancer), Kozorogov povratnik (Tropic of Capricorn) in Črna pomlad (Black Spring). Pisal je tudi potopise in literarne eseje.
V filmu Henry & June (1990) ga je igral Fred Ward, v filmski adaptaciji Rakovega povratnika (1970) pa Rip Torn.
1. ↑  data.bnf.fr: platforma za odprte podatke — 2011.
2. ↑  Henry Miller
3. ↑  Encyclopædia Britannica
4. ↑  Internet Speculative Fiction Database — 1995.
5. ↑  Record #118582518 // Gemeinsame Normdatei — 2012—2016.